# Copper Blue
Copper Blue – pierwszy album zespołu Sugar wydany we wrześniu 1992 przez wytwórnię Rykodisc Records. Materiał nagrano w studiu "The Outpost" w Stoughton (Massachusetts).

## Lista utworów
1. "The Act We Act" (B. Mould) – 5:10
2. "A Good Idea" (B. Mould) – 3:47
3. "Changes" (B. Mould) – 5:01
4. "Helpless" (B. Mould) – 3:05
5. "Hoover Dam" (B. Mould) – 5:27
6. "The Slim" (B. Mould) – 5:14
7. "If I Can't Change Your Mind" (B. Mould) – 3:18
8. "Fortune Teller" (B. Mould) – 4:27
9. "Slick" (B. Mould) – 4:59
10. "Man on the Moon" (B. Mould) – 4:32

## Skład
- Bob Mould – śpiew, gitara, instr. klawiszowe, instr. perkusyjne
- David Barbe – gitara basowa
- Malcolm Travis – perkusja, instr. perkusyjne

produkcja
- Bob Mould – nagranie, produkcja
- Lou Giordano – nagranie, produkcja